# 亚硝酸钾
亚硝酸钾是一种无机化合物，化学式为KNO2。

## 性质
白色至微黄色棱柱状或棒状易潮解结晶。易溶于水和液氨，微溶于乙醇，不溶于丙酮。水溶液呈碱性。常温下性质稳定。加热至350 °C以上时分解生成氧化钾并放出氧化氮气体。为還原剂，与有机物或其他可燃物接触可引起燃烧和爆炸，与铵盐或氰化物相混合时可能发生爆炸。遇酸放出剧毒的氧化氮气体。有毒，致癌。毒理见亚硝酸盐中毒。

## 制备
由硝酸钾溶液与铅共热而得。
{\displaystyle {\rm {\ KNO_{3}+Pb\rightarrow KNO_{2}+PbO}}}

## 用途
分析化学中，用于检测氨基酸、碘、钴和脲。也用作有机合成试剂、食物防腐剂和血管扩张药等。